# Bulbophyllum triadenium
Bulbophyllum triadenium är en orkidéart som först beskrevs av John Lindley, och fick sitt nu gällande namn av Heinrich Gustav Reichenbach. Bulbophyllum triadenium ingår i släktet Bulbophyllum och familjen orkidéer.
Artens utbredningsområde är Java. Inga underarter finns listade i Catalogue of Life.